# Ферера ди Варезе
Ферера ди Варезе (итал. Ferrera di Varese) је насеље у Италији у округу Варезе, региону Ломбардија.
Према процени из 2011. у насељу је живело 586 становника. Насеље се налази на надморској висини од 337 м.

## Становништво
Према резултатима пописа становништва 2011. у општини је живело 693 становника.
| 1936. | 1951. | 1961. | 1971. | 1981. | 1991. | 2001. | 2011. |
| ----- | ----- | ----- | ----- | ----- | ----- | ----- | ----- |
| 487   | 553   | 472   | 480   | 533   | 545   | 564   | 693   |